# Ortún de Velasco
Ortún de Velasco fue un militar y funcionario español, que desempeñó cargos de gobierno en el reino de Guatemala y fue efímeramente gobernador interino de la provincia de Costa Rica en 1571.

## Primeros cargos
Fue soldado en Italia. Se trasladó de España a las Indias alrededor de 1564 y se estableció en el reino de Guatemala. Desempeñó los cargos de corregidor del pueblo de Santiago Atitlán y de alcalde mayor de la costa y provincia de Zapotitlán.

## Gobernador interino de Costa Rica
El 15 de febrero de 1571, por haber sido informada la Real Audiencia de Guatemala de que en la provincia de Costa Rica había aparentemente desaparecido el gobernador Pero Afán de Ribera y Gómez y se padecía gran escasez y muchas necesidades, decidió comisionar a Ortún de Velasco para ir a Costa Rica, investigar lo que había sido de Afán de Ribera y que si hubiera muerto o no se supiese de él, asumiera interinamente el gobierno de la provincia, con el mismo salario y facultades que tenía el desaparecido. También se había tenido noticia de quejas de los españoles de Costa Rica contra Antonio Álvarez Pereyra, el teniente de gobernador que había dejado Afán de Ribera en la ciudad de Cartago. El 15 de marzo de 1571, el Dr. Antonio González, presidente de la Audiencia, dirigió una carta al rey don Felipe II para informarle del nombramiento de Velasco. 
Ortún de Velasco partió de Guatemala llevando consigo muchos hombres y gran cantidad de ganados, municiones y bastimentos, todo a su propia costa, lo cual le hizo endeudarse abrumadoramente. Después de hacer el largo recorrido hasta la ciudad de Cartago, capital de Costa Rica, y haber asumido el gobierno de la provincia, al poco tiempo se tuvieron noticias de Afán de Ribera, que se hallaba en el sur de la provincia, en la recién fundada ciudad de Nombre de Jesús. Velasco tuvo que dejar la gobernación y emprender el regreso a Santiago de Guatemala y quedó prácticamente arruinado, debido a los cuantiosos gastos en que había incurrido para su expedición a Costa Rica.

## Actuaciones posteriores
A su regreso a Santiago de Guatemala, Velasco pidió licencia a la Audiencia para regresar a España. Obtenida la licencia, partió de Guatemala a México, donde pensaba embarcarse, pero en Tabasco, en un río muy crecido, la canoa en que viajaba zozobró y perdió todos sus documentos, por lo que no pudo efectuar el viaje. Se trasladó entonces a la Ciudad de México, donde en 1573 hizo levantar ante la Real Audiencia de México una información sobre sus méritos y servicios, con el propósito de que se le pagaran los salarios que debía haber percibido por su gobierno en Costa Rica y se le nombrara para algunas de las gobernaciones de Nueva España o en otro cargo.